# Phaedinus
Phaedinus is een kevergeslacht uit de familie van de boktorren (Cerambycidae). De wetenschappelijke naam van het geslacht werd voor het eerst geldig gepubliceerd in 1834 door Dupont in Audinet-Serville.

## Soorten
Phaedinus omvat de volgende soorten:
- Phaedinus abnormalis Tippmann, 1953
- Phaedinus carbonelli M.L. Monné, 1999
- Phaedinus corallinus Gounelle, 1911
- Phaedinus flavipes (Thunberg, 1822)
- Phaedinus hirtipes Tippmann, 1960
- Phaedinus lanio Guérin-Méneville, 1838
- Phaedinus martii (Perty, 1832)
- Phaedinus pictus White, 1853
- Phaedinus rubrus Galileo & Martins, 2010
- Phaedinus schaufussi Nonfried, 1890
- Phaedinus tricolor Dupont, 1834